# 栋凡
栋凡（法語：Domfaing，法語發音：[dɔ̃fɛ̃] ⓘ）是法国大東部大區孚日省的一个市镇，属于孚日圣迪耶区。

## 地理
栋凡（48°14'6"N, 6°44'55"E）面积3.9 平方千米，位于法国大東部大區孚日省，该省份为法国东北部内陆省份，北起默兹省和默尔特-摩泽尔省，西接上马恩省，南至上索恩省和贝尔福地区省，东临上莱茵省和下莱茵省。
与栋凡接壤的市镇（或旧市镇、城区）包括：莫尔塔涅、莱鲁日索、韦尔沃泽勒、比唐河畔贝尔蒙、布瓦德尚、布鲁沃略尔。

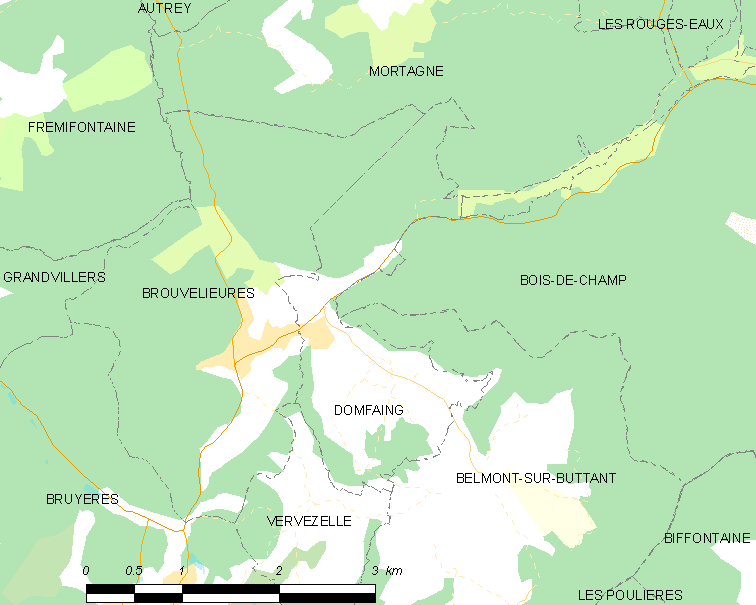
栋凡的OSM定位图

栋凡的时区为UTC+01:00、UTC+02:00（夏令时）。

## 行政
栋凡的邮政编码为88600，INSEE市镇编码为88145。

## 政治
栋凡所属的省级选区为布吕耶尔县。

## 人口

1962-2008年间栋凡人口变化图示

栋凡于2022年1月1日时的人口数量为212人。